# راک پورت (آرکانزاس)
راک پورت (آرکانزاس) (به انگلیسی: Rockport, Arkansas) در ایالات متحده آمریکا با جمعیت ۷۵۵ نفر است که در آرکانزاس واقع شده‌است.

## موقعیت جغرافیایی
موقعیت جغرافیایی شهرها و مناطق اطراف به شرح زیر است: